# Adwaita
Adwaita (Sanskrit अद्वैत IAST Advaita, bengalisch অদ্বৈত IAST Adbaita, deutsch ‚der Einzigartige‘ (wörtlich a-dwaita ‚nicht-Zweiheit‘); * vermutlich um oder vor 1750 auf den Seychellen; † 22. März 2006 in Kalkutta) war ein Aldabra-Riesenschildkrötenmännchen. Es lebte die meiste Zeit im Zoologischen Garten Alipur in Indien und galt mit wahrscheinlich 256 Jahren als ältestes in Gefangenschaft lebendes Tier.
Nach den Unterlagen des Zoos ist Adwaita im Jahre 1750 (eventuell sogar schon 1705) geschlüpft. Er war eine von vier Aldabra-Riesenschildkröten, die von britischen Seeleuten von den Seychellen nach Indien gebracht und dort als Geschenk an den britischen Kolonialbeamten Robert Clive übergeben wurden. Seine Jugend verlebte er in Robert Clives Garten.
Seit 1875 lebte Adwaita im damals neu eröffneten Zoologischen Garten Alipur in der Stadt Kalkutta. Seinen heutigen Namen erhielt das Tier erst 2005. Einige Monate vor seinem Tod bekam sein Panzer einen Riss, was zu einer tödlichen Infektion führte.

## Briefmarke
Im Jahre 2008 gab die indische Post zwei sechseckige Briefmarken mit dem Abbild Adwaitas heraus. Die Nennwerte waren 5 Rupien und 15 Rupien.